# لوكاس دياس
لوكاس دياس (بالبرتغالية: Lucas Dias‏) مواليد 6 يوليو 1995 في ساو باولو، البرازيل، هو لاعب كرة سلة برازيلي. بدأ مسيرته الاحترافية في سنة 2011. يلعب في الدوري البرازيلي لكرة السلة. يحمل الرقم 14. يبلغ طوله 6 قدم 10 بوصة (2.1 م). لعب مع بينهيروس لكرة السلة واتلتيكو باوليستانو.

## روابط خارجية
- لوكاس دياس على موقع الاتحاد الدولي لكرة السلة (الإنجليزية)
- لوكاس دياس على موقع كرة السلة الأوروبية.كوم (الإنجليزية)
- لوكاس دياس على موقع DraftExpress.com (الإنجليزية)
- لوكاس دياس على موقع ريلجم (الإنجليزية)
- لوكاس دياس على موقع بروبوليرز (الإنجليزية)
- لوكاس دياس على موقع سبورتس رفرنس (الإنجليزية)